# Christiana Duguet
Christiana Duguet est une cavalière suisse, concourant en saut d'obstacles. Initialement cliente des écuries de Romain Duguet, elle devient son épouse et la propriétaire de ses chevaux.

## Propriété de chevaux
Elle acquiert l'étalon Otello du Soleil en 2010, et le monte de l’été 2017 jusqu'au niveau CSI2* jusqu'à sa retraite sportive, fin novembre 2019,,, : Christiana Duguet a annoncé la nouvelle sur les réseaux sociaux, précisant qu'Otello est encore en bonne forme. Ce cheval se trouvait alors dans ses écuries depuis près de 10 ans.

## Vie privée
Elle a été mariée au cavalier Romain Duguet, qui a travaillé avec elle pour les écuries de Gümligen de 2006 à 2018, et avec lequel elle a deux enfants, deux filles prénommées Chloé et Louise.